# Хоменташ
Хоменташ (также хаманташ, хументаш, гументаш, гоменташ; мн. ч. гоменташн; идиш המן־טאַשן‎ — hamentaszn, hamantaszn, humentaszn, что может переводиться как «мешочек (сумка, карман) Амана», либо же ивр. אוזני המן‎ — «уши Амана») — традиционное для еврейской кухни печенье с маком в форме треугольника, выпекаемое накануне Пурима и потребляемое в период этого праздника.

## История
Впервые эти сладости появились в среде немецких евреев, где первоначально выпекались без какой-либо связи с праздниками. Это было маковое печенье — мак заворачивали в «карман», в связи с чем блюдо называли «маковыми карманами» (нем. Mohntaschen). Со временем их стали готовить специально к Пуриму, что привело к появлению названия «Haman-taschen». Это название являлось отсылкой к имени библейского Амана, царедворца персидского царя Ксеркса I. Аман был отрицательным героем библейской истории, ставшей основой для праздника.
Другие название и форма хоменташа получили новые интерпретации, символически связывавшие эту сладость с Пуримом. Форма печенья считалась отсылкой к треугольной шапке, которую якобы носил Аман, либо же рассматривалась как символ трёх патриархов, вступившихся за Есфирь. Название, в свою очередь, связывалось с кошельком ненавистного людям и жадного Амана. Печенье также часто именовалось «ушами Амана», что являлось отсылкой к средневековым дополнительным унизительным наказаниям осуждённых преступников. Перед совершением казней их часто увечили, в том числе отрезали уши.

## Приготовление
Хоменташ готовят из муки, яиц, разрыхлителя теста, маргарина, сахара, ванили, апельсинового сока и поваренной соли. 
Печенье имеет треугольную форму и традиционно начиняется маком, к маку могут добавляться мед и бакалея: изюм, инжир, финики, орехи.
Хоменташ также может быть фарширован повидлом или творогом.  
Печенье выпекается женщинами накануне Пурима.